# Muktikā
La Muktikā (Sanscrito: " मुक्तिका ") è una raccolta (canone) di 108 Upaniṣad. La data di composizione di ciascuna è sconosciuta; la più antica probabilmente fu scritta intorno all'800 a.c. e la più recente intorno al XV secolo dell'era comune da parte di Dara Shikoh fratello del sovrano moghul Aurangzeb. Le Mukhya Upaniṣad ("Upaniṣad principali") furono composte nel primo millennio a.c., mentre la maggior parte delle Yoga Upaniṣad furono composte probabilmente tra l'anno 100 a.c. e il 300 dell'era comune. I 7 Sannyasa Upaniṣad furono composti prima del III secolo dell'era comune.

## Il canone
Il canone è una parte del dialogo tra Rama e Hanuman. Rama propose di insegnare il Vedanta (il fine dei Veda),
dicendo:
Hanuman fece delle domande sulle differenti tipologie di "liberazione" (Mukti, antico nome dell'Upanishad), alle quali Rama rispose che "l'unico vero tipo [di liberazione] è Kaivalya".

La lista dei 108 Upanishads è introdotto dai versi 26-29
Alcuni studiosi indicano dieci Upaniṣad come  principali – le cosiddette Mukhya Upaniṣad - mentre la maggior parte considera dodici o tredici come principali, le Upaniṣad più importanti (le prime 10, 14, 24 e 25).

L'elenco di 108 nomi è riportato nei versetti 30-39. Sono indicati come segue:
1. Īṣa Upaniṣad
2. Kena Upanishad
3. Katha Upanishad
4. Prashna Upanishad
5. Mundaka Upanishad
6. Mandukya Upanishad
7. Taittirīya Upaniṣad
8. Aitareya Upanishad
9. Chandogya Upanishad
10. Bṛhadāraṇyaka Upaniṣad
11. Brahma Upanishad
12. Kaivalya Upanishad
13. Jabala Upanishad
14. Shvetashvatara Upanishad
15. Hamsopanishad
16. Aruneya Upanishad
17. Garbhopanishad
18. Narayanopanishad
19. Paramahamsopanishad
20. Amritabindu Upanishad
21. Nada Bindu Upanishad
22. Atharvashiras Upanishad
23. Atharvashikha Upanishad
24. Maitrayaniya Upanishad
25. Kaushitaki Upanishad
26. Brihajjabala Upanishad
27. Nrisimha Tapaniya Upanishad
28. Kalagni Rudra Upanishad
29. Maitreya Upanishad
30. Subala Upanishad
31. Kshurika Upanishad
32. Mantrika Upanishad
33. Sarvasara Upanishad
34. Niralamba Upanishad
35. Shukarahasya Upanishad
36. Vajrasuchi Upanishad
37. Tejobindu Upanishad
38. Nada Bindu Upanishad
39. Dhyanabindu Upanishad
40. Brahmavidya Upanishad
41. Yogatattva Upanishad
42. Atmabodha Upanishad
43. Naradaparivrajaka Upanishad
44. Trishikhibrahmana Upanishad
45. Sita Upanishad
46. Yogachudamani Upanishad
47. Nirvana Upanishad
48. Mandala-brahmana Upanishad
49. Dakshinamurti Upanishad
50. Sharabha Upanishad
51. Skanda Upanishad
52. Mahanarayana Upanishad
53. Advayataraka Upanishad
54. Rama Rahasya Upanishad
55. Rama tapaniya Upanishad
56. Vasudeva Upanishad
57. Mudgala Upanishad
58. Shandilya Upanishad
59. Paingala Upanishad
60. Bhikshuka Upanishad
61. Maha Upanishad
62. Sariraka Upanishad
63. Yogashikha Upanishad
64. Turiyatitavadhuta Upanishad
65. Brihat-Sannyasa Upanishad
66. Paramahamsa Parivrajaka Upanishad
67. Malika Upanishad
68. Avyakta Upanishad
69. Ekakshara Upanishad
70. Annapurna Upanishad
71. Surya Upanishad
72. Akshi Upanishad
73. Adhyatma Upanishad
74. Kundika Upanishad
75. Savitri Upanishad
76. Atma Upanishad
77. Pashupatabrahma Upanishad
78. Parabrahma Upanishad
79. Avadhuta Upanishad
80. Tripuratapini Upanishad
81. Devi Upanishad
82. Tripura Upanishad
83. Kathashruti Upanishad
84. Bhavana Upanishad
85. Rudrahridaya Upanishad
86. Yoga-Kundalini Upanishad
87. Bhasma Upanishad
88. Rudraksha Upanishad
89. Ganapati Upanishad
90. Darshana Upanishad
91. Tarasara Upanishad
92. Mahavakya Upanishad
93. Pancabrahma Upanishad
94. Pranagnihotra Upanishad
95. Gopala Tapani Upanishad
96. Krishna Upanishad
97. Yajnavalkya Upanishad
98. Varaha Upanishad
99. Shatyayaniya Upanishad
100. Hayagriva Upanishad
101. Dattatreya Upanishad
102. Garuda Upanishad
103. Kali-Santarana Upanishad
104. Jabali Upanishad
105. Saubhagyalakshmi Upanishad
106. Sarasvati-rahasya Upanishad
107. Bahvricha Upanishad
108. Muktikā Upanishad

## Trasmissione
Quasi tutte edizioni stampate di vecchi Veda e Upaniṣad sono basati sui vecchi manoscritti che hanno a malapena più di 500 anni, non sulla ancora esistente e superiore tradizione orale.

## Categorie
In questo canone,
- 10 upaniṣad sono associati con il Rigveda e hanno l'inizio śānti.
- 16 upaniṣad sono associati con il Samaveda e hanno l'inizio śānti.
- 19 upaniṣad sono associati al Shukla Yajurveda e hanno l'inizio śānti.
- 32 upaniṣad sono associati con il Krishna Yajurveda e hanno l'inizio śānti.
- 31 upaniṣad sono associati con il Atharvaveda e hanno l'inizio śānti.

I primi 13 sono raggruppati come mukhya ("principale"). 21 sono raggruppati come Sāmānya Vedānta ("Vedanta"). I restanti sono associati a 5 differenti scuole o sette dell'Induismo, 20 con Sannyāsa (ascetismo), 8 con Shaktism, 14 con Vaishnavism, 12 con Shaivism e 20 con Yoga.